# DVV IJsselstreek
DVV IJsselstreek is een op 25 april 1921 opgerichte amateurvoetbalvereniging uit Deventer, Overijssel, Nederland. Rood, wit en blauw zijn de clubkleuren. Het tenue bestaat uit een wit-rood-blauw shirt, met een witte broek en witte kousen.
Op 1 juli 2015 werd de voetbalvereniging door de Rechtbank Overijssel failliet verklaard. De eigen leden hebben dit faillissement afgewend en de club heeft een geslaagde doorstart gemaakt.
De club wisselde voor het seizoen 2015/16 tevens van speeldag. Waar de club tot en met het seizoen 2014/15 op zondag speelde, speelde het in de seizoenen 2015/16 en 2016/17 op zaterdag in de Vierde klasse. Voor het seizoen 2020/21 werd het standaardelftal weer ingeschreven in de zondagafdeling waar het uitkomt in de Vijfde klasse zaterdag van het KNVB-district Oost.

## Locatie
IJsselstreek speelt sinds 2003 op het sportpark "Keizerslanden", waar het de velden overnam die tot 2001 door DVV Labor bespeeld werden.
Daarvoor speelde het op het complex aan de Ceintuurbaan, waar men beschikte over één wedstrijdveld en klein oefenveld op de plek waar inmiddels woningen zijn gebouwd aan de nieuw aangelegde straat Gooszenhof. Het veld diende tevens als noodlandingsplaats voor helikopters voor het naastgelegen St. Geertruiden ziekenhuis.

## Competitieresultaten 2016–2017 (zaterdag)
| 5 4E |

| 13 4B |

| Vierde klasse |

## Competitieresultaten 1949–2018 (zondag)
| 4 1B |

| 3 1A |

| 6 1A |

|  |

|  |

|  |

|  |

|  |

| 6 1A |

| 5 1A |

| 9 1A |

| 10 1A |

|  |

|  |

|  |

| 1 2A |

|  |

|  |

|  |

|  |

|  |

|  |

|  |

|  |

|  |

|  |

|  |

| 12 5G |

| 12 5G |

| 3 6C |

| 6 5G |

| 4 5G |

| 5 5G |

| 7 5G |

| 2 5H |

| 12 4H |

| 9 5G |

| 11 5G |

| 1 6B |

| 3 5G |

| 4 4H |

| 6 4H |

| 4 4H |

| 3 4H |

| 2 4H |

| 14 4H |

|  |

|  |

| 2 5F |

| - 5G |

| Vierde klasse | Vijfde klasse | Zesde klasse | Eerste klasse Geld. VB | Tweede klasse Geld. VB |

### Bekende (ex-)spelers
- Halil Çolak
- Özcan Akyol[3]

ABS Bathmen · Colmschate '33  · Davo · DSC · de Gazelle · Go-Ahead · Go Ahead Eagles · Helios · IJsselstreek · VV Lettele · RDC · Sallandia · Schalkhaar · Sportclub Deventer · Turkse Kracht · Koninklijke UD

Voormalig: De CJV-ers · Daventria · Deventer · DGS · DOTO · Labor · Puck· RODA · VV WWV